# ГЕС Trängslet
ГЕС Trängslet — гідроелектростанція у центральній Швеції. Знаходячись між ГЕС Bathusstrommen (вище за течією) та ГЕС Åsen, входить до складу каскаду на Естердалельвен, лівому витоку Дальельвен, яка впадає в Ботнічну затоку Балтійського моря. Є найпотужнішою серед усіх численних ГЕС у сточищі Дальельвен.
У 1955 році розпочали будівництво греблі, яка б не тільки забезпечувала виробництво електроенергії на розташованій поруч ГЕС, але й здійснювала накопичення ресурсу в інтересах всього розташованого нижче каскаду (включаючи станції після злиття Естердалельвен та Вестердальельвен). Ця земляна споруда має висоту 126 метрів та висоту 850 метрів і є найвищою у Швеції. Вона утримує витягнуте на 70 км по долині річки водосховище Trängseljön з корисним об'ємом 880 млн м3 (восьмий показник у країні).
Розташований біля греблі підземний машинний зал у 1960 році обладнали двома турбінами типу Френсіс потужністю по 100 МВт, до яких у 1973-му додали третю з потужністю 130 МВт (втім, станом на 2018 рік на сайті власника станції компанії Fortum загальна потужність ГЕС зазначена як 300 МВт). При напорі у 142 метри це обладнання забезпечує виробництво 651 млн кВт-год електроенергії на рік.
Відпрацьована вода відводиться назад до річки через тунель довжиною 4,3 км, який на завершальному етапі переходить у відкритий канал довжиною 0,5 км.